# Скам'я (присілок)
Скам'я (рос. Скамья) — присілок у Сланцевському районі Ленінградської області Російської Федерації.
Населення становить 18 осіб. Належить до муніципального утворення Загривське сільське поселення.

## Історія
Згідно із законом від 1 вересня 2004 року № 47-оз належить до муніципального утворення Загривське сільське поселення.

## Населення
| 2007 | 2010 |
| ---- | ---- |
| 12   | ↗18  |